# Оркусак
Оркусак (каз. Өрқұсақ, до 2007 г. — Кызыл Октябрь) — село в Ескельдинском районе Жетысуской области Казахстана. Входит в состав Карабулакской поселковой администрации. Код КАТО — 196430500.

## Население
В 1999 году население села составляло 418 человек (213 мужчин и 205 женщин). По данным переписи 2009 года, в селе проживало 388 человек (198 мужчин и 190 женщин).